# Барон Каллен Ашборнский

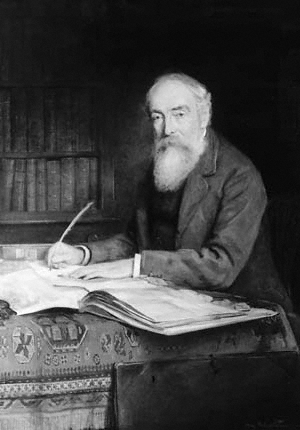
Джордж Эдвард Кокейн (1825—1911), отец 1-го барона Каллена Ашборнского

Барон Каллен Ашборнский из Рохамптона в графстве Суррей — наследственный титул в системе Пэрства Соединённого королевства. Он был создан 21 апреля 1920 года для сэра Брайена Кокейна (1864—1932), председателя Банка Англии (1918—1920). 
По состоянию на 2024 год носителем титула является его внук, 4-й барон Каллен Ашборнский (род. 1950), который стал преемником своего дяди в 2016 году.
Первый барон Каллен Ашборнский был сыном Джорджа Эдварда Кокейна (1825—1911), герольдмейстера и редактора первого издания «The Complete Peerage», сына Уильяма Адамса (ум. 1851) и достопочтенной Мэри Энн Кокейн (1781—1873), дочери достопочтенного Уильяма Кокейна (1756—1809) и внучки Чарльза Кокейна, 5-го виконта Каллена (1710—1802).

## Бароны Каллен из Ашборна (1920)
- 1920—1932: Брайен Ибракан Кокейн, 1-й барон Каллен из Ашборна (12 июля 1864 — 3 ноября 1932), второй сын герольдмейстера Джорджа Эдварда Кокейна (1825—1911)[1];
- 1932—2000: Чарльз Борлэз Мэршем Кокейн, 2-й барон Каллен из Ашборна (6 октября 1912 — 17 декабря 2000), старший сын предыдущего[2];
- 2000—2016: Эдмунд Уиллоуби Мэршем Кокейн, 3-й барон Каллен из Ашборна (18 мая 1916 — 5 декабря 2016), младший брат предыдущего[3];
- 2016 — настоящее время: Майкл Джон Кокэйн, 4-й барон Каллен из Ашборна (род. 28 ноября 1950), племянник предыдущего[4].

Наследника титула нет.